# Less
less（レス）は、Unix系のシステムにおいて、テキストファイルの内容を閲覧するために用いられるプログラム（ページャ）である。moreに似ているが、前方向だけでなく後方向にもスクロールできるよう拡張されている。

## 使用法
構文は次の通りである。
```
less [options] <file_name>
```

lessはオプションを指定することで振る舞いを変えることができる。例えば、スクリーン上に表示する行数などである。これらのオプションはシステムによって異なる可能性がある。閲覧中にはさまざまなコマンドが利用できるが、これらのコマンドはmoreやviのものに基づいている。インクリメンタルサーチによるパターン検索も可能である。
デフォルトでは、lessはファイルの内容を標準出力に書き出す。出力が端末以外のものにリダイレクトされた場合、例えばパイプによって別のコマンドに渡された場合、lessはcatコマンドのように振舞う。

## 作者･著作権他
lessは1983年にMark Nudelmanによって書かれ、2012年現在はGNUプロジェクトの一部となっている。大抵のオープン・ソースに基づくUNIX系システムには含まれているユーティリティである。

## 日本語への対応
オリジナルのlessはそのままでは日本語を表現するために広く用いられていたISO-2022-JP（JISコード）、EUC-JPやShift_JISを正しく表示することができなかった（ただし オリジナルのバージョン346以降はUTF-8の表示への対応を謳っている）。
これに対処するためKazushi (Jam) Marukawaらがオリジナルのソースに対するパッチを制作した。パッチを適用したコマンドはjlessと呼ばれており、上記の複数の漢字コードの自動認識、自動変換に対応している。これは日本国内において広く受け容れられ、FreeBSD ports collectionにも含まれている。またMicrosoft Windowsにも移植されている。しかしながらjlessには以下のような問題もある。

### jlessの問題点
- Marukawaがjlessのパッチを配布していた公式サイトは2010年現在アクセスできない状況にある[注 1]。開発は事実上停止していると言ってもよい状況である。
- オリジナルのlessはしばしばアップデートが行われるが、jlessは最も新しいものでもバージョン382に対するパッチとして提供されている。
- Unicodeに対応していない。特に、最近のlinuxのディストリビューションでは、インストール時に「利用する言語」として日本語を選ぶと標準のエンコーディングとしてUTF-8が採用されるケースが多いが、jlessではUTF-8をうまく表示できない。(j)lessに代えてページャとして、UTF-8、UTF-7他多くのエンコーディングに対応しているlv[注 2]を採用しようという動きも見られるが、lvの機能がlessの全ての機能をカバーするわけではない。

## 注
1. ↑  Web Archiveされたものが残っている。Kazushi (Jam) Marukawa (2006年2月24日). “Jam less (jless)”. 2011年4月1日閲覧。
2. ↑  NARITA Tomio. “LV Homepage”. 2016年3月10日時点のオリジナルよりアーカイブ。2016年3月10日閲覧。